# Houston Hoover
Houston Roosevelt Hoover (* 6. Februar 1965 in Yazoo City, Mississippi) ist ein ehemaliger US-amerikanischer American-Football-Spieler auf der Position des Offensive Guards. Er spielte in seiner Karriere bei den Atlanta Falcons, Cleveland Browns und den Miami Dolphins in der National Football League (NFL).

## Frühe Jahre
Hoover besuchte die Jackson State University in Jackson, Mississippi.

## NFL
Hoover wurde im NFL-Draft 1988 in der sechsten Runde an 140. Stelle von den Atlanta Falcons ausgewählt. Hier gehörte er recht schnell zum Stammpersonal auf seiner Position, er absolvierte bereits zwölf von 16 Spielen von Anfang an. Er blieb bei den Falcons bis nach der Saison 1992 und schloss sich dann für ein Jahr den Cleveland Browns an. Auch hier war er Starter und absolvierte alle 16 Partien von Anfang an. Nach der Saison ging er zu den Miami Dolphins. Hier kam er, auch auf Grund einer Verletzung, nur sporadisch zum Einsatz. Daraufhin beendete er seine Profikarriere.